# Andrew Imbrie
Andrew Welsh Imbrie (6. april 1921 i New York City – 5. december 2007 i Berkeley, Californien) var en amerikansk komponist.
Han har komponeret mange orkesterværker, 3 symfonier, orkesterværker, kammermusik, koncertmusik etc.
Studerede hos Nadia Boulanger i Paris, og vendte derefter tilbage til USA, hvor han studerede hos Roger Sessions.
Han var modernist , og var inspireret af Bela Bartok og senere sin lærer Roger Sessions.

## Udvalgte værker
- Symfoni nr. 1 (1968) - for orkester
- Symfoni nr. 2 (1970) - for orkester
- Symfoni nr. 3 (1970) - for orkester
- Kammersymfoni (1968) - for kammerorkester
- "Legende" (1959) - for orkester
- Violinkoncert (1954) - for violin og orkester
- 2 Klaverkoncerter (1973, 1974) - for klaver og orkester
- "Requiem" (1984) - for kor og orkester
- Fløjtekoncert (1977) - for fløjte og orkester
- "Tre sange" (1949) - for solosang

1. ↑  Navnet er anført på engelsk og stammer fra Wikidata hvor navnet endnu ikke findes på dansk.